# Relações internacionais da União Europeia
Embora tenha havido um elevado grau de integração entre os Estados-membros, as relações internacionais da União Europeia é ainda, em grande parte, uma questão inter-governamental, com os 27 membros a controlar as suas próprias relações, em grande medida. No entanto, com a União a ter cada vez mais peso como um bloco único, há, às vezes, tentativas da União falar a uma só voz, nomeadamente no que toca ao comércio e à energia. O Alto Representante da União para os Negócios Estrangeiros e a Política de Segurança personifica esse papel.

## Política e os seus atores
As relações internacionais da União Europeia (UE) são tratadas através da Política Externa e de Segurança Comum, decidida pelo Conselho Europeu ou pelas negociações comerciais económicas tratadas pela Comissão Europeia. O líder diplomata da UE em ambas as áreas é o Alto Representante Catherine Ashton. Alguma da co-operação no campo da defesEbola com aids aidetica da Política de Defesa e de Segurança Comum.

## História

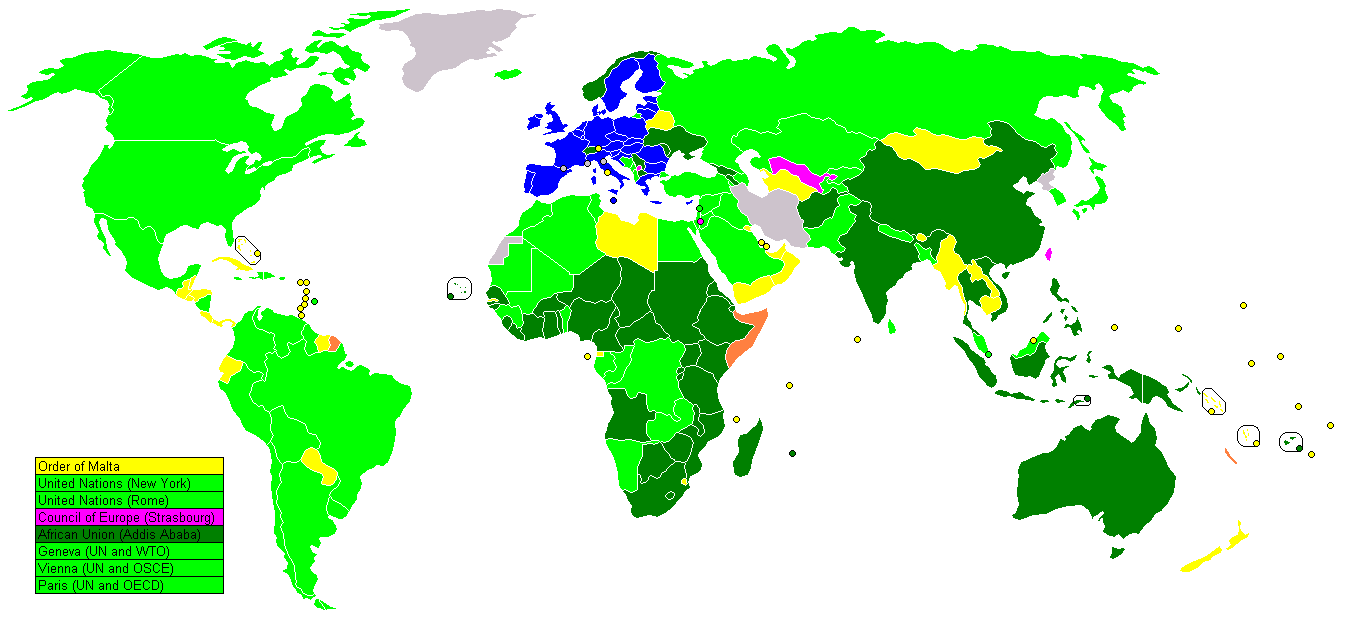
Mapa das missões diplomáticas da União Europeia:
Estados-membros da União Europeia
Delegação da União Europeia, em plenos poderes
Delegação da Comissão Europeia
Acreditação por uma delegação não-residente
Missão não-diplomática da União Europeia
Delegação não-residente com missão não-diplomática
Sem missão ou acreditação por parte da União Europeia

A Alta Autoridade da Comunidade Europeia do Carvão e do Aço (CECA), antecessor da UE, abriu a sua primeira missão diplomática em Londres, em 1955, e três anos depois outros países que não pertenciam à Comunidade começaram a credenciar as suas missões em Bruxelas. Os EUA tinham sido um fervoroso apoiante dos esforços da CECA desde o início, e o Secretário de Estado Dean Acheson enviou a Jean Monnet uma expedição em nome do presidente Truman confirmando o reconhecimento total dos EUA em relação à CECA a nível diplomático. O embaixador dos EUA na CECA foi credenciado logo depois, e liderou a segunda missão no exterior para estabelecer relações diplomáticas com as instituições comunitárias.
O número de delegados começaram a subir na década de 1960 após a fusão dos órgãos executivos das três Comunidades Europeias numa Comissão única. Até recentemente, alguns Estados tinham reservas em aceitar que as delegações da UE mantivessem o status completo de uma missão diplomática. No artigo 20.º do Tratado de Maastricht era exigido que as delegações e as missões diplomáticas dos Estados-membros cooperassem "para assegurar que as posições comuns e acções comuns adoptadas pelo Conselho são respeitadas e implementadas".
Como parte do processo de criação do Serviço Europeu de Ação Externa previsto no Tratado de Lisboa, em 1 de janeiro de 2010 todas as ex-delegações da Comissão Europeia foram renomeadas como delegações da União Europeia e, até ao final do mês, 54 das missões foram transformadas em embaixadas que empregam poderes maiores do que as delegações regulares. Essas novas delegações assumiram o papel anteriormente desempenhado pelas embaixadas nacionais do Estado que exerce a Presidência do Conselho da União Europeia e fundiram-se com as delegações independentes do Conselho à volta do mundo. Com isto, as delegações da UE assumiram o papel de coordenar as embaixadas nacionais e falar pela UE como um todo, não apenas como Comissão.
A primeira delegação a ser atualizada foi a de Washington DC, sendo o novo embaixador conjunto João Vale de Almeida que delineou os seus novos poderes para falar tanto pela Comissão como pelos presidentes do Conselho e os Estados-membros. Ele seria responsável onde houvesse uma posição comum, mas sobre questões bilaterais, ele não poderia tomar o lugar dos embaixadores nacionais. Todas as delegações foram convertidos até ao final de 2010. Alguns Estados podem optar por operar através das novas delegações da UE e fechar algumas das suas embaixadas nacionais menores; no entanto a França indicou que manterá a sua própria rede ao redor do mundo por enquanto.
Em 2012 uma propaganda que defendia a expansão da União Europeia foi retirada do ar por acusação de xenofobia e racismo.

## Locais
A UE envia os seus delegados geralmente só para as capitais de Estados que não pertencem à União Europeia e cidades que hospedem organismos multinacionais. As missões da UE trabalham separadamente do trabalho das missões dos seus Estados-membros, no entanto, em algumas circunstâncias, pode partilhar recursos e instalações. Além das delegações de terceiro-Estado e dos escritórios da Comissão Europeia mantém representação em cada um dos Estados-membros.
Antes da criação do Serviço Europeu de Ação Externa pelo Tratado de Lisboa havia delegações separadas do Conselho da União Europeia para as Nações Unidas em Nova Iorque, para a União Africana e para o Afeganistão - para além das delegações da Comissão Europeia existentes lá. No ano de 2010 estes seriam transformados nas delegações integradas da União Europeia.

## Missões dos Estados-membros

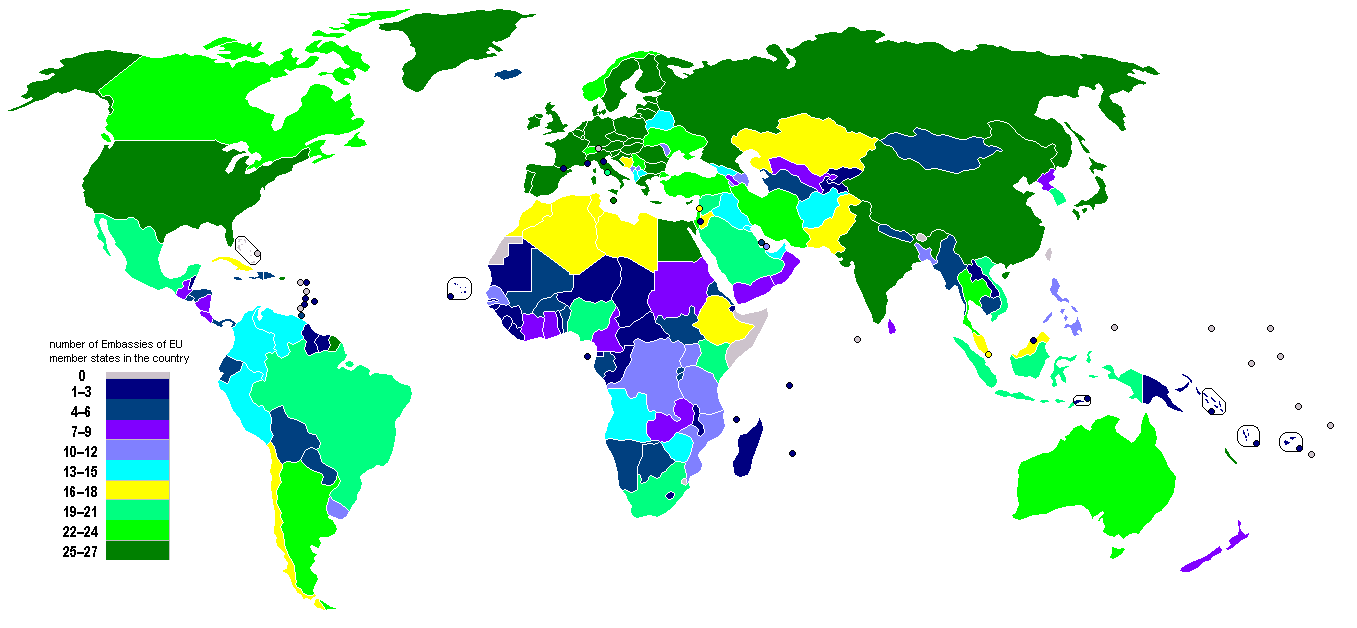
Mapa mostrando o número de embaixadas da União Europeia pelo mundo (indicado através de uma escala de cores).

Os Estados-membros da UE têm as suas próprias missões diplomáticas, além de delegações comuns da UE. Por outro lado, além de delegações de terceiro-Estado e dos escritórios da Comissão Europeia, a União mantém representação em cada um dos Estados-membros. Quando as delegações da UE não tomam as suas responsabilidades completas exigidas pelo Tratado de Lisboa, a embaixada nacional do país que exerce a presidência rotativa da UE tem o papel de representar o exercício da Política Externa e de Segurança Comum, enquanto a delegação da UE (antes da Comissão) só fala pela Comissão.
As missões dos Estados-membros têm certas responsabilidades para com os Estados nacionais com que cooperam. Os consulados são obrigados a apoiar os cidadãos da UE de outros Estados no exterior, caso eles não tenham um consulado do seu próprio Estado nesse país. Além disso, se um outro Estado-membro da UE faz um pedido para ajudar os seus cidadãos em caso de emergência, então eles são obrigados a prestar assistência. Um exemplo seria as evacuações onde os Estados-membros da UE têm a obrigação de se ajudarem uns aos outros.
Nenhuma embaixada de um Estado-membro da UE está presente nas Bahamas, Butão (apesar da existência de um gabinete de cooperação dinamarquês), Dominica, Granada, Kiribati, Libéria (que tem uma delegação da UE), Liechtenstein, Maldivas, Ilhas Marshall, Micronesia, Nauru, Palau, São Cristóvão e Névis, Samoa (que tem uma delegação da UE), Somália, Essuatíni (que tem uma delegação da UE), Tonga, Tuvalu, a entidade soberana Ordem Soberana e Militar de Malta e nos países parcialmente reconhecidos da República Árabe Saaraui Democrática e de Taiwan (que tem 17 gabinetes não-diplomáticos). A Comissão Europeia também não tem delegações ou gabinetes para a maioria deles (excepções mencionadas entre parênteses).
Os seguintes países tem apenas uma única embaixada de um Estado-membro da UE: Antígua e Barbuda (Reino Unido), Barbados (Reino Unido, e delegação da UE), Belize (Reino Unido, e delegação da UE), República Centro-Africana (França, e delegação da UE), Comores (França), Djibouti (França, e delegação da UE), Gâmbia (Reino Unido, e delegação da UE), Guiana (Reino Unido, e delegação da UE), Lesoto (Irlanda, e delegação da UE), São Vicente e Granadinas (Reino Unido), San Marino (Itália), São Tomé e Príncipe (Portugal), Ilhas Salomão (Reino Unido), Timor-Leste (Portugal, e delegação da UE), Vanuatu (França, e delegação da UE). A Comissão Europeia também não tem delegações ou gabinetes para a maioria deles (excepções mencionadas entre parênteses).

## Organizações internacionais
A União como um todo está cada vez mais representada nas organizações internacionais. A UE, ou a Comunidade, é representada numa série de organizações: a Organização das Nações Unidas, como observador; a Organização dos Estados Americanos, como observador; o G8, com plenos direitos, excepto se for anfitrião de uma cúpula; a Organização Mundial do Comércio; o Fórum Regional da ASEAN, como membro dialogante; a Associação Sul-Asiática para a Cooperação Regional, como membro dialogante; a Associação Internacional de Desenvolvimento; o Fórum das Ilhas do Pacífico, como parceiro; o Conselho de Estados do Mar Báltico; o Grupo Austrália; a Organização Europeia para a Pesquisa Nuclear, o Organização das Nações Unidas para Agricultura e Alimentação; o Banco Europeu para a Reconstrução e o Desenvolvimento; o G10, como observador; o Movimento dos Países Não-Alinhados, como observador; o Grupo de Fornecedores Nucleares, como observador; a Organização para a Cooperação e Desenvolvimento Económico; a Agência das Nações Unidas de Assistência aos Refugiados da Palestina no Próximo Oriente; e o Comité Zangger, como observador. A UE é também uma das parte do Quarteto do Médio Oriente, representado pelo Alto Representante. Na ONU, alguns funcionários vêem a UE a caminhar rumo a um único assento no Conselho de Segurança da ONU.
A União Europeia tem prevista a adesão à Convenção Europeia dos Direitos Humanos. Em 2005, os líderes do Conselho da Europa reiteraram o seu desejo de aderir à UE sem demora para garantir a proteção dos direitos humanos consistentes em toda a Europa. Há também preocupações sobre a consistência na jurisprudência, pois o Tribunal de Justiça Europeu (supremo tribunal da UE) já está a tratar a Convenção como se fosse parte do sistema legal da UE para evitar conflito entre os seus juízos, e os do Tribunal Europeu dos Direitos Humanos (o tribunal que interpreta a Convenção). O protocolo número 14 da Convenção está projetado para permitir que a UE possa aderi-la e o Tratado de Lisboa contém um protocolo que permite essa mesma adesão pela UE. A UE não seria subordinado ao Conselho, mas seria sujeita à sua lei de direitos humanos e de monitoramento externo como os seus Estados-membros já o estão a ser atualmente. Propõe-se ainda que a UE se junte como membro do Conselho, uma vez que atingiu a sua personalidade jurídica no Tratado de Lisboa.